# Kostel Nejsvětější Trojice (Všestary)
Kostel Nejsvětější Trojice je klasicistní farní kostel v obci Všestary. Od roku 1964 je prohlášen za kulturní památku.

## Historie

### Původní kostely
Podle pověsti stála ve Všestarech na místě dnešní fary původně kaple svatého Václava. Všestarský gotický farní kostel se poprvé připomíná roku 1384. Roku 1415 byl postaven zděný kostel. Ten byl přestavěn během první poloviny 16. století a byla mu postavena věž, která se zachovala do dnešní doby. Po druhém stavovském povstání připadla všestarská farnost minoritům, sídlícím při kostele svaté Anny v Kuklenách. Roku 1794 prošel kostel další rozsáhlou úpravou.

### Současný kostel
V první polovině 19. století se rozhodli obyvatelé Všestar kostel zbořit a postavit nový kostel, odpovídající dobovým požadavkům. Kostel byl zbořen o Velikonocích roku 1842. Architektem nového svatostánku byl František Kurz z Hradce Králové. Nový, neoklasicistní kostel, byl vysvěcen 17. dubna 1843 Karlem Boromejským Hanlem. V době prusko-rakouské války sloužil všestarský kostel jako lazaret, důstojníci a lékaři byli ubytováni na faře.
Během první světové války byly zrekvírovány nejen varhanní píšťaly, ale postupně také čtyři zvony, v kostele zůstal kvůli památkové hodnotě pouze nejstarší zvon. Roku 1921 byl odlit umíráček, roku 1930 se podařilo sehnat peníze na pořízení dalších dvou zvonů do kostela. Dlouho však nevydržely, neboť byly všechny roku 1942 zrekvírovány. Z pražského skladu se po druhé světové válce vrátil pouze nejmenší ze zvonů, nazývaný Pozdvihováček.

## Popis

### Kostel
Kostel je jednolodní obdélná neoklasicistní stavba s velmi přibližnou orientací (její presbytář směřuje k severovýchodu), s gotickou věží při jihovýchodní straně. Výmalba z roku 1880 je dílem Ludvíka Nejedlého, malíře z Nového Bydžova. Původní hlavní oltář je z roku 1798 od malíře Jana Engelmana. Postranní oltáře jsou zasvěceny svatému Antonínu z Padovy a svatému Františku z Assisi. Všechny oltáře byly roku 1882 odstraněny a nahrazeny novými, historizujícími.

### Zvony
- Nejsvětější Trojice - zvon z roku 1559, odlit zvonařem Václavem Farářem,
- Pozdvihováček - zvon o průměru 30 cm

## Galerie

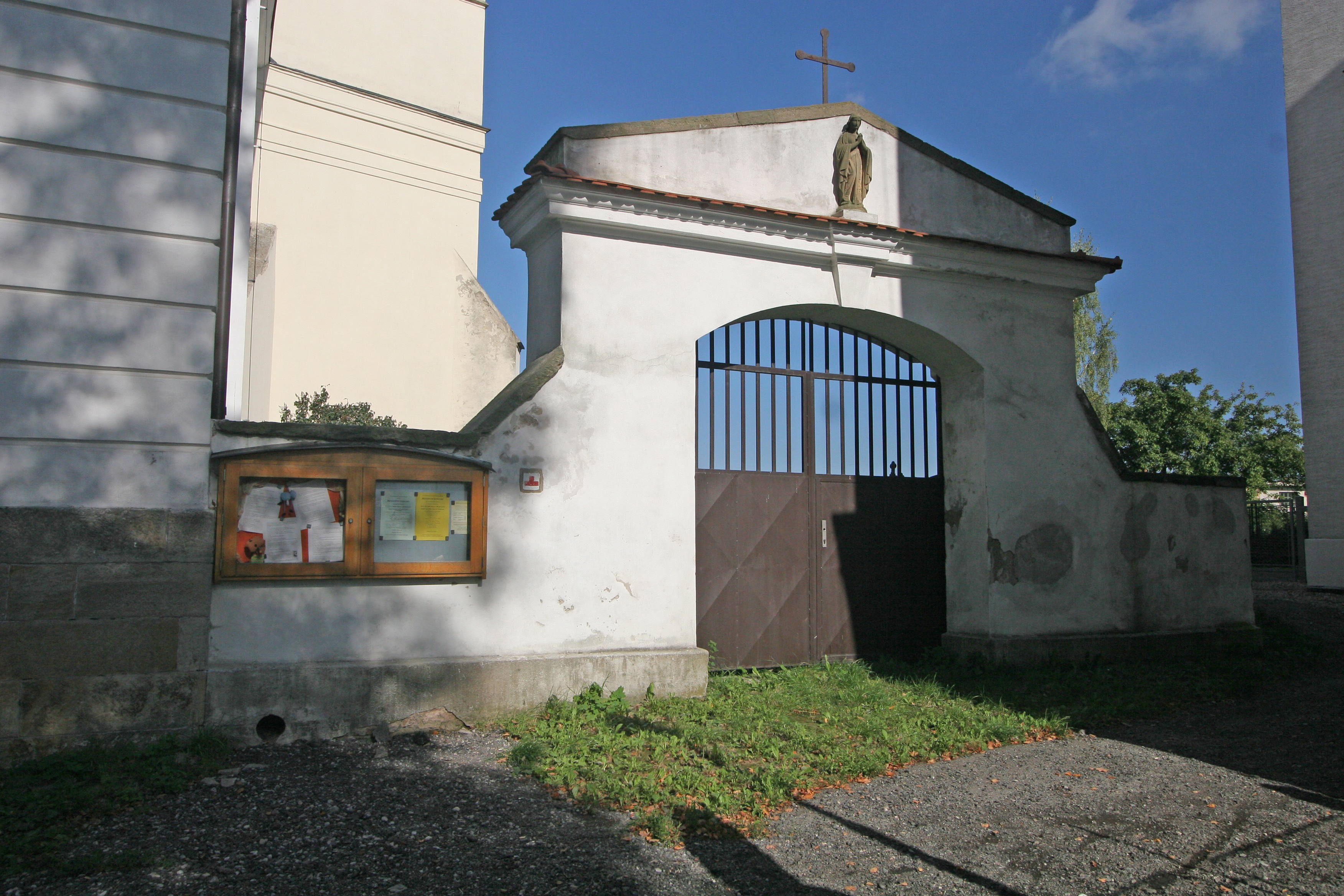
Brána do areálu kostela
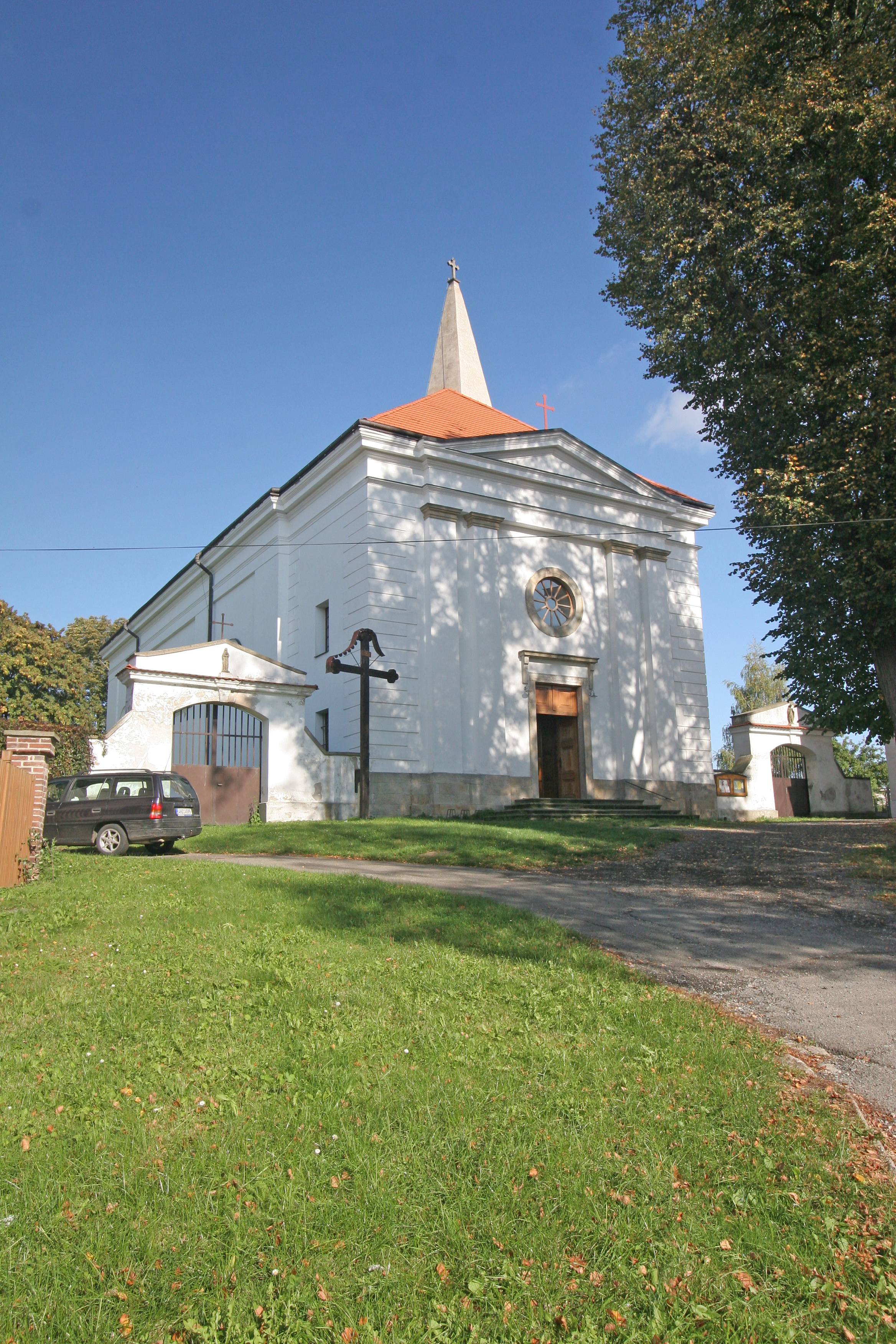
Kostel z jihozápadu
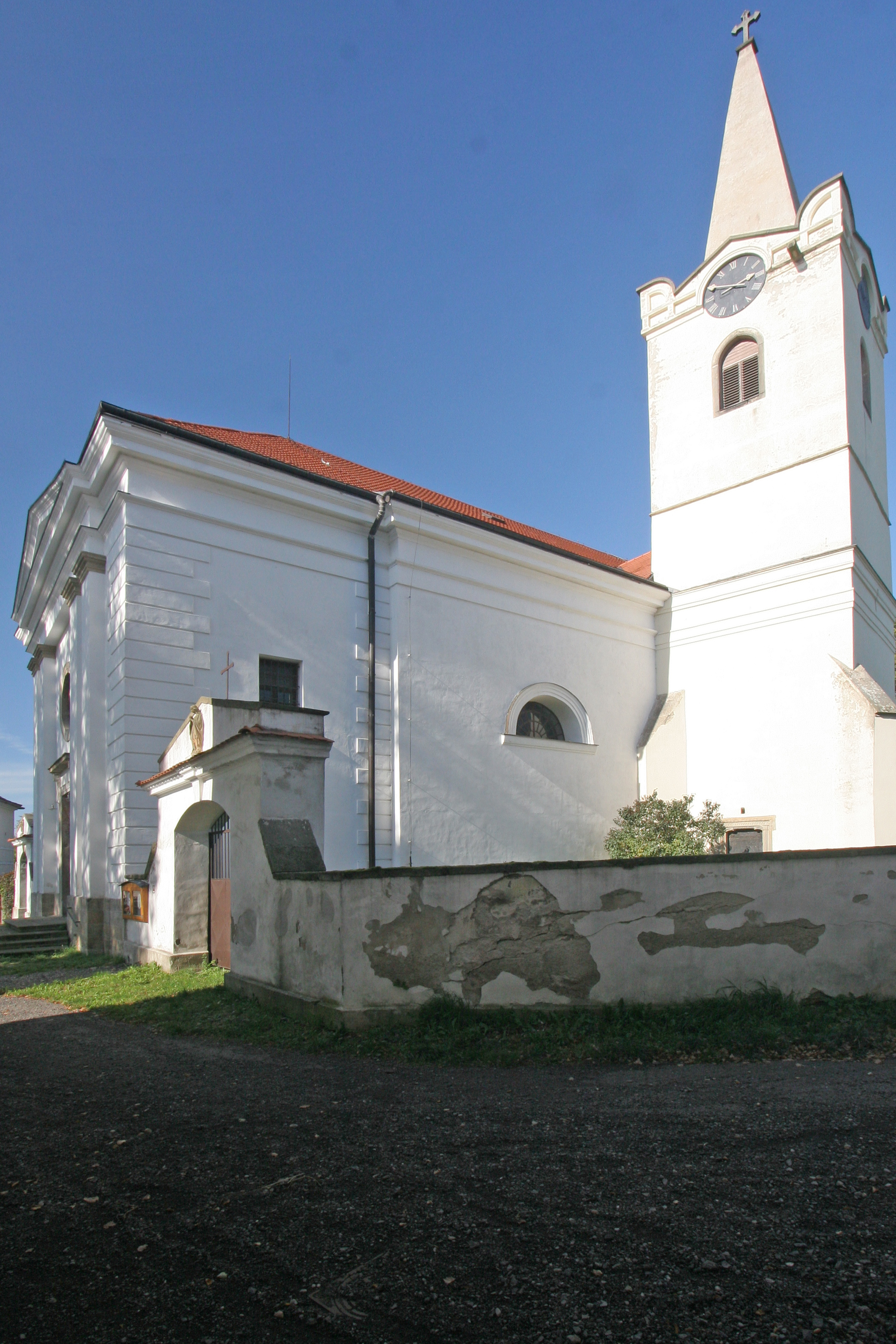
Kostel z jihu
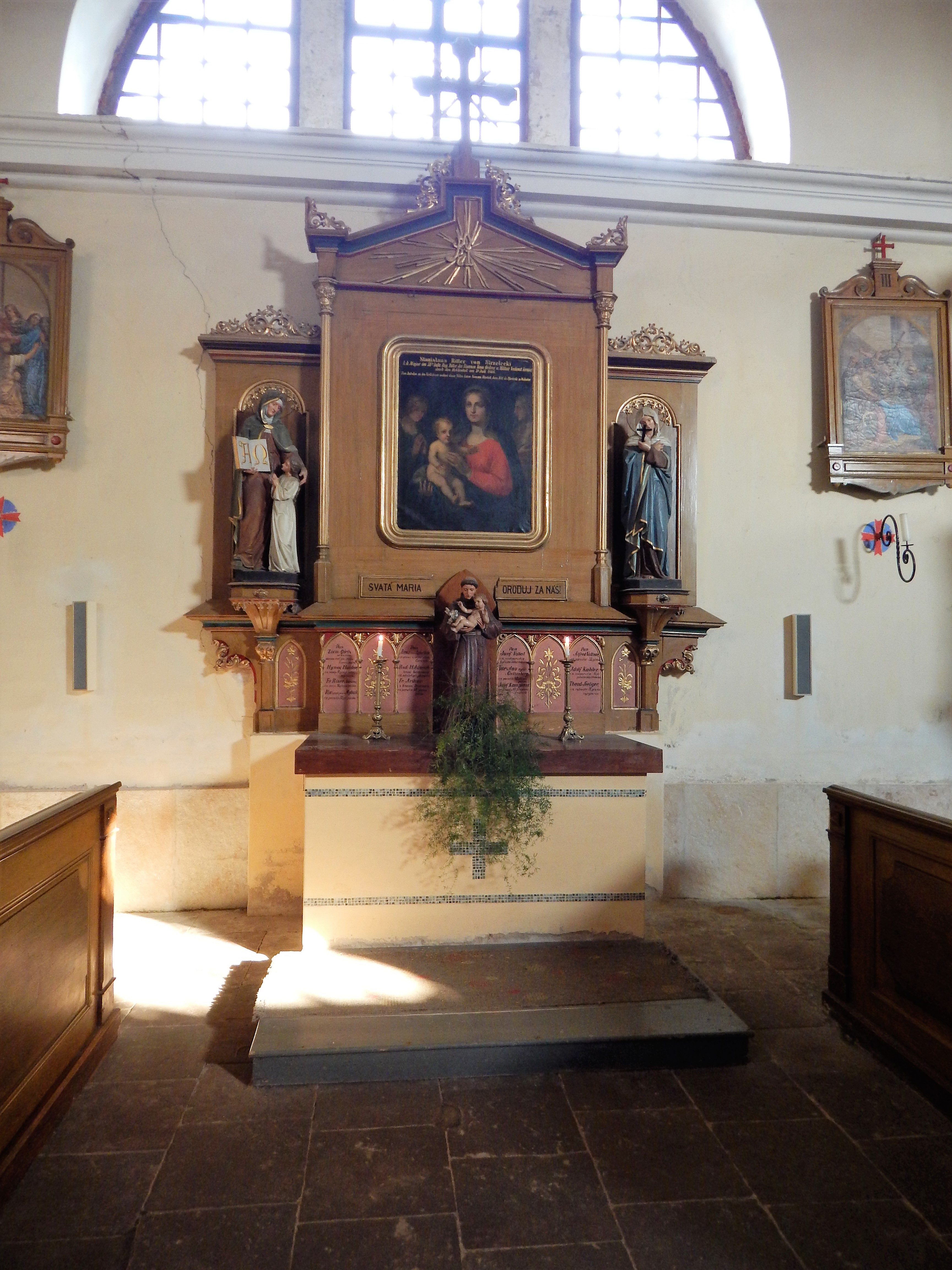
Oltář zasvěcený Panně Marii a připomínající vojáky z prusko-rakouské války